# جيمس موني (لاعب كرة قدم)
جيمس موني (بالإنجليزية: James Monie)‏ هو لاعب كرة قدم أسترالي في مركز الهجوم، ولد في 18 نوفمبر 1982 في كوفس هاربور في أستراليا. لعب مع أديلايد سيتي وسيدني تايغرز ونادي بلاكتاون سيتي ونادي سيدني أوليمبيك ونادي كيدا دارول أمان ونيوكاسل يونايتد جتس وهاميلتون أولمبيك ووولونغونغ وولفز وويستون ووركيرز.